# 伊利氏擬鱥
伊利氏擬鱥（學名：Pseudophoxinus elizavetae），為輻鰭魚綱鯉形目雅羅魚科的其中一個種，分布亞洲土耳其開塞利省幾個泉水處和溪流流域，被IUCN列為極危保育類動物，體長可達7.9公分，棲息在溪流、泉水底中層水域，生活習性不明。

## 扩展阅读
維基物種上的相關：伊利氏擬鱥